# Pearly Tan
Pearly Tan Koong Le (chinesisch 陳康樂; * 14. März 2000 in Kedah) ist eine malaysische Badmintonspielerin.

## Karriere
Pearly Tan siegte im Damendoppel gemeinsam mit Thinaah Muralitharan bei den Swiss Open 2021, den French Open 2022 und den Hong Kong Open 2024. Bei den Olympischen Spielen 2024 in Paris wurden Tan und Muralitharan im Damendoppel Vierte.